# 至聖路 (高雄市)
至聖路（Jhihsheng Rd.）為連結高雄市左營區及鼓山區，亦經凹子底站。東起於愛河河堤西側自由二路6巷口，西止於龍勝路口（南屏路與龍德路間因凹子底公園而分割成兩段）。為往來凹子底地區的東西向重要道路。

## 行經行政區域
（由東至西）
- 左營區
- 鼓山區

## 主要設施
（由東至西）
- 中華電信至聖服務中心
- 台北富邦銀行博愛分行
- 高雄銀行總行
- 高雄林皇宮
- 捷運凹子底站
- 凹仔底森林公園

### 鄰近商圈
- 凹子底商圈

## 公共自行車
- 高雄市公共自行車租賃系統：
  - 至聖富國路口：至聖路/富國路口(東北側)
  - 捷運凹子底站(4號出口)：博愛二路與至聖路口西南側
  - 凹子底森林公園(至聖路)：至聖路/龍德路口(西南側)